# 张晓光 (航天员)
张晓光（1966年5月—），男，满族，辽宁省锦州市人，是一名中国航天员，於1998年1月入选中国载人航天工程第一批航天员14人中的一员，加入中国人民解放军航天员大队。
1985年6月入伍，1988年8月加入中国共产党。他曾经是解放军空军航空兵战斗机飞行员，任空军中队指挥官，空军一级飞行员，至2004年有1000多小时的飞行经验。执行神舟十号任务前，张晓光是二级航天员，大校军衔。2013年6月11日，他入选神舟十号载人航天任务，成为并列第九名的飞天的中国航天员，同时也是首位少数民族（满族）航天员（王浩泽2024年成为第二位公开报道的满族航天员）。神舟十号任务结束后，晋升特级航天员。2018年1月，当选政协第十三届全国委员会委员。同年3月亮相两会时，确认已在之前晋升少将军衔。

## 执行任务
| 次序   | 任务名称 | 发射时间 （UTC）     | 着陆时间 （UTC）     | 运载火箭      | 对接     | 任务时长         | 舱外活动次数 | 舱外活动时长 |
| ------ | -------- | -------------------- | -------------------- | ------------- | -------- | ---------------- | ------------ | ------------ |
| 1      | 神舟十号 | 2013年6月11日, 09:38 | 2013年6月26日, 00:07 | 长征二号F遥10 | 天宫一号 | 14天14小时又29分 | N/A          | N/A          |
| 合计： | 合计：   | 合计：               | 合计：               | 合计：        | 合计：   | 14天14小时又29分 | 0            | 0            |